# E大調慢板 (莫扎特)
E大調小提琴與樂隊慢板，作品號K. 261，是莫扎特創作的音樂作品，1776年於薩爾茨堡完成。這樂曲本來是應小提琴家布魯勒堤（Antonio Brunetti）的要求而寫，用以取代《第5號小提琴協奏曲》的慢板樂章，因為布魯勒堤曾經提及過，本來的樂章過於「人工化」，並不喜歡。不過，此曲只在布魯勒堤演奏時才會選用，再加上布魯勒堤於同年亦不再擔任薩爾茨堡樂團的首席，此曲後來便獨立出版。
本曲手稿現存於德國柏林國家圖書館。

## 分析

### 配器
在第5號小提琴協奏曲中，本來應用了兩支雙簧管，但這替代樂章卻用上兩支長笛，假於這個替代落實的話，情況就如第3號小提琴協奏曲雷同。
- 獨奏：小提琴
- 木管樂器：2雙簧管
- 銅管樂器：2圓號
- 絃樂器：第1小提琴、第2小提琴、中提琴、大提琴及低音提琴

## 外部連結
- 《E大調慢板 (莫扎特)》：谱子和报道（德语），《莫扎特全集》
- E大調慢板 (莫扎特)：国际乐谱典藏计划上的乐谱